# Roewe RX5
Roewe RX5 — компактный кроссовер, выпускающийся с 2016 года компанией SAIC Motor под брендом Roewe. Модель с ДВС получила индекс RX5, подзаряжаемый гибрид — eRX5, электромобиль — ERX5.

## Первое поколение
9 июня 2016 года компания Alibaba Group официально представила автомобиль Roewe RX5 при сотрудничестве с SAIC Motor. Продажи автомобиля начались в августе 2016 года по цене свыше 148800 юаней.

### eRX5 и ERX5
Автомобили Roewe eRX5 и Roewe ERX5 внешне отличаются от базовой модели увеличенными радиаторными решётками с устанавливаемыми на них номерными знаками, внутренней настройкой фар и графикой.

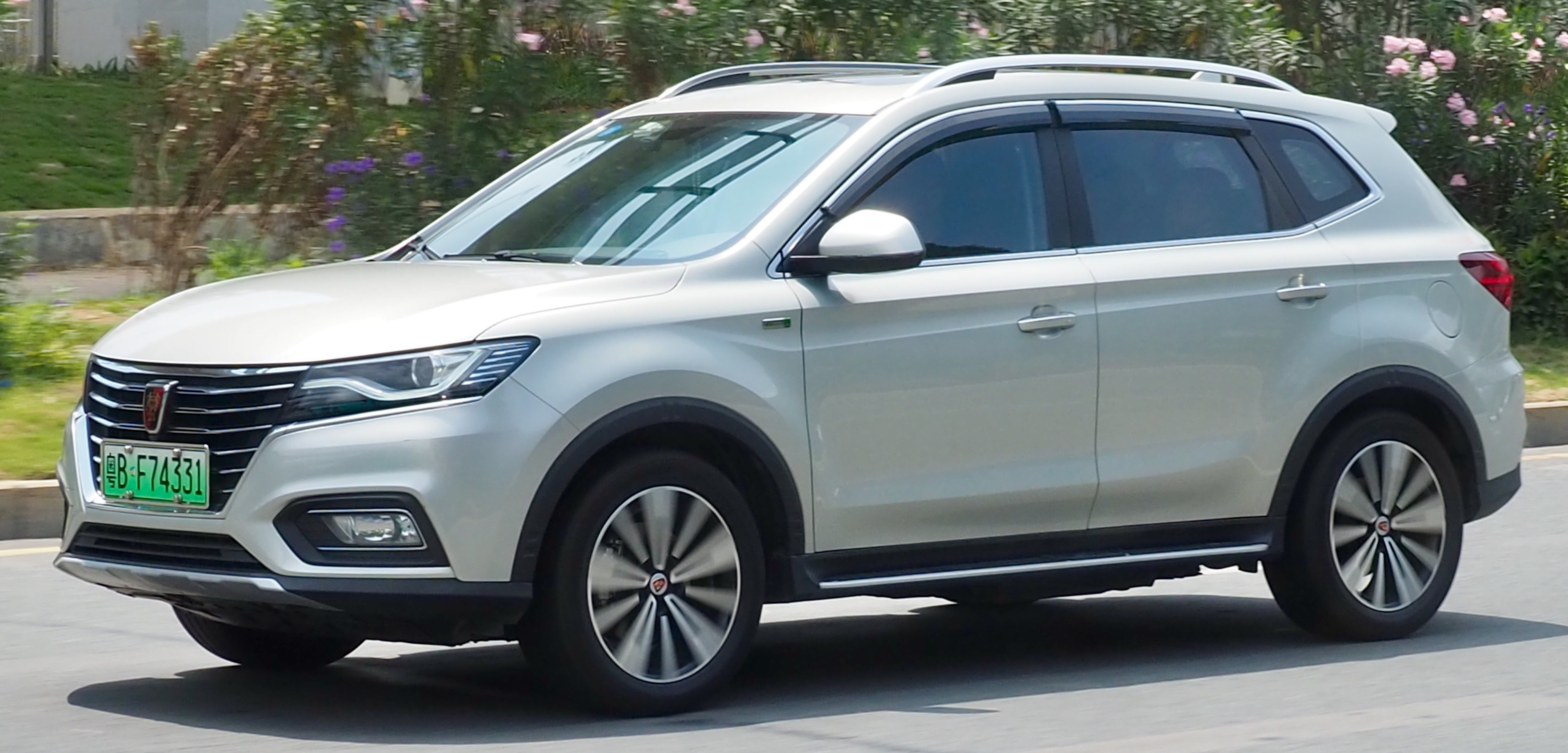
Roewe eRX5
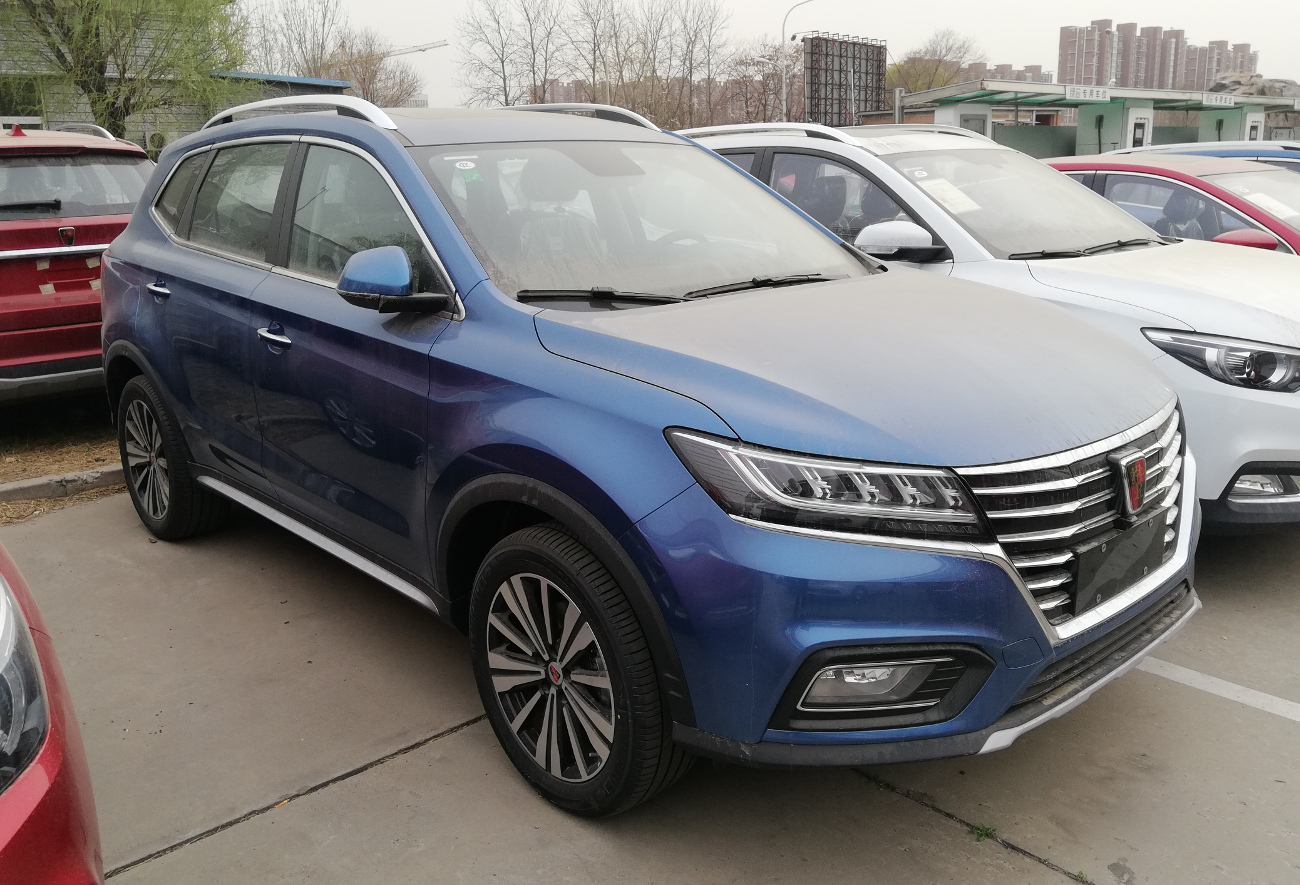
Roewe ERX5
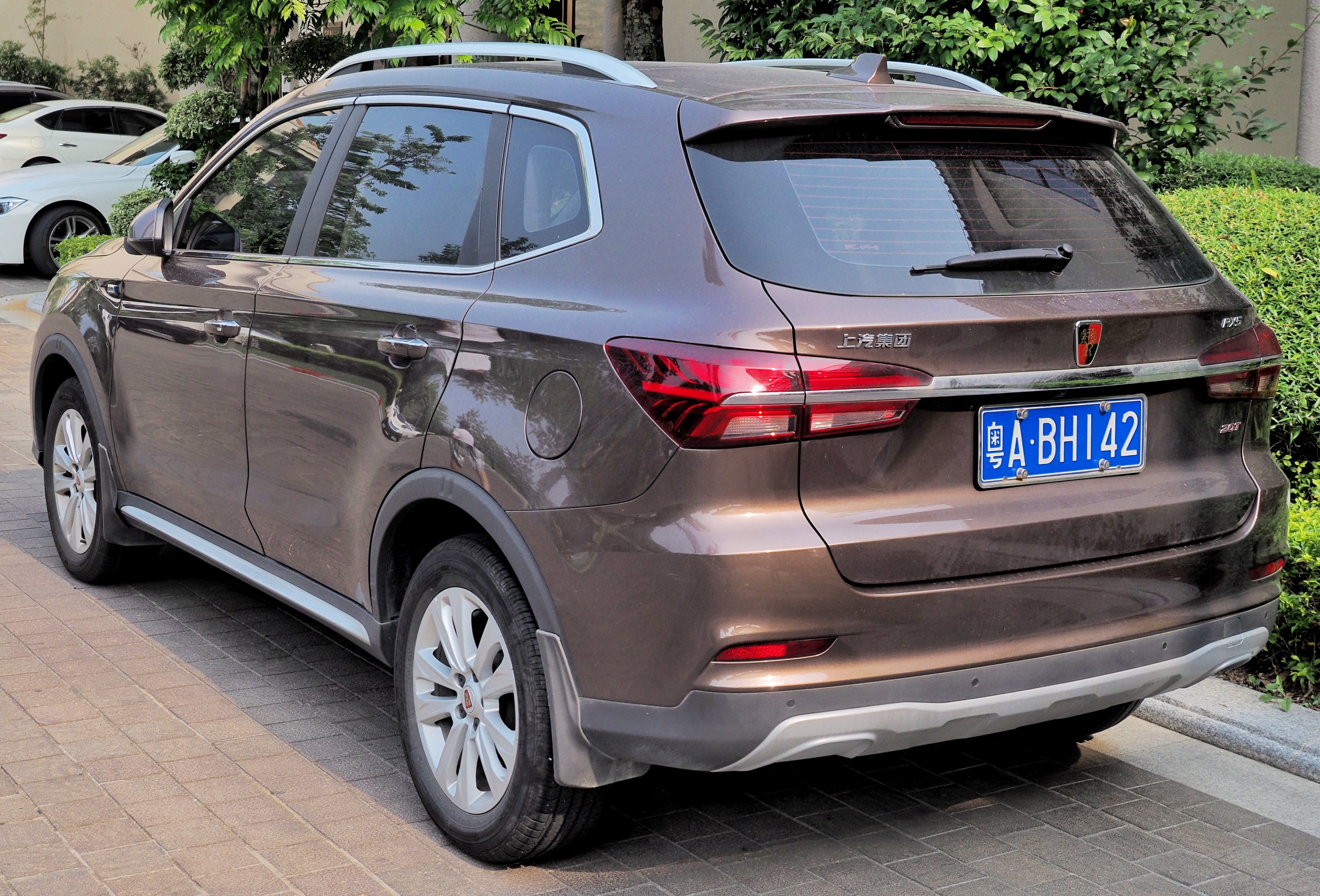
Roewe RX5
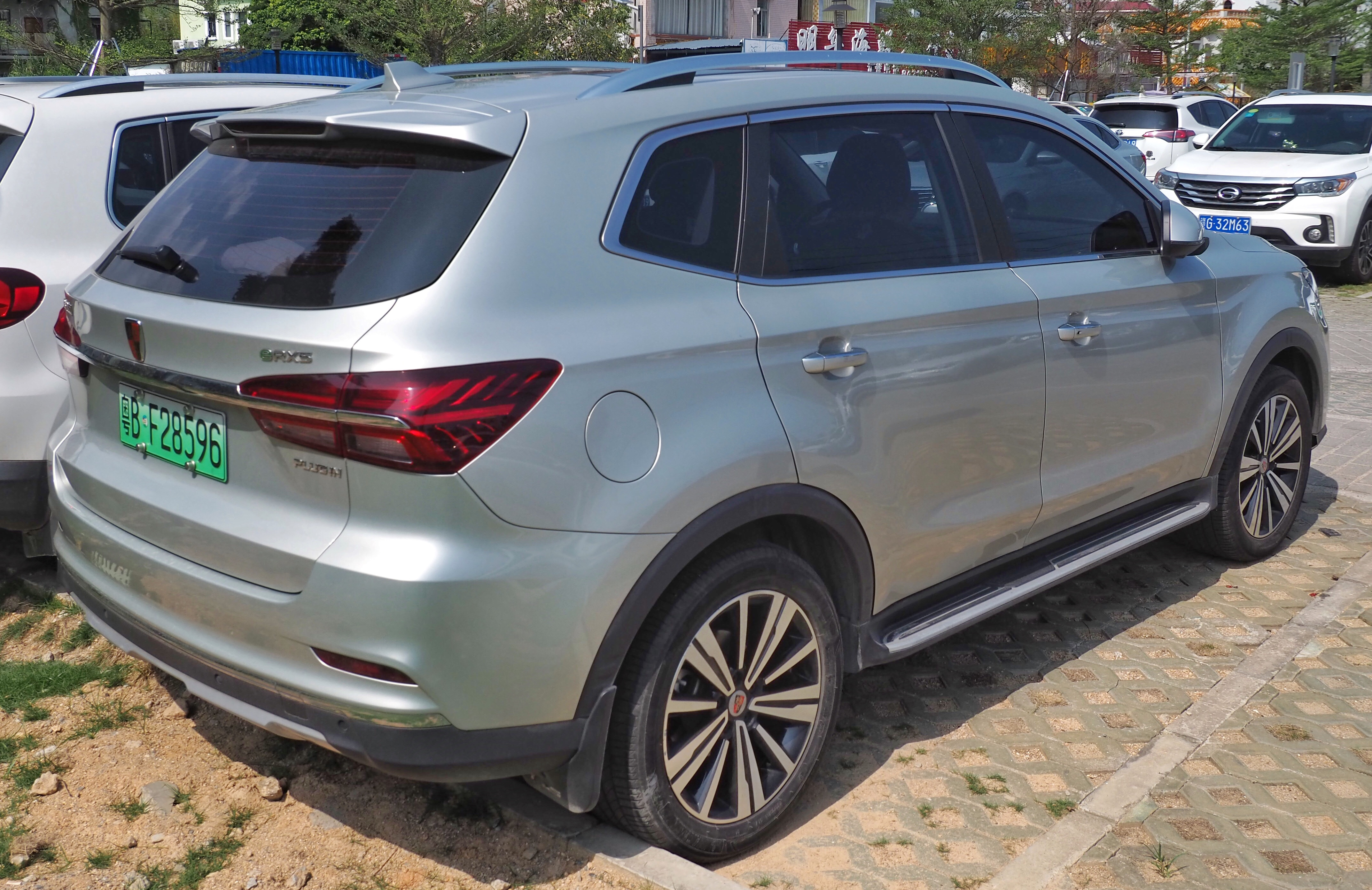
Roewe eRX5
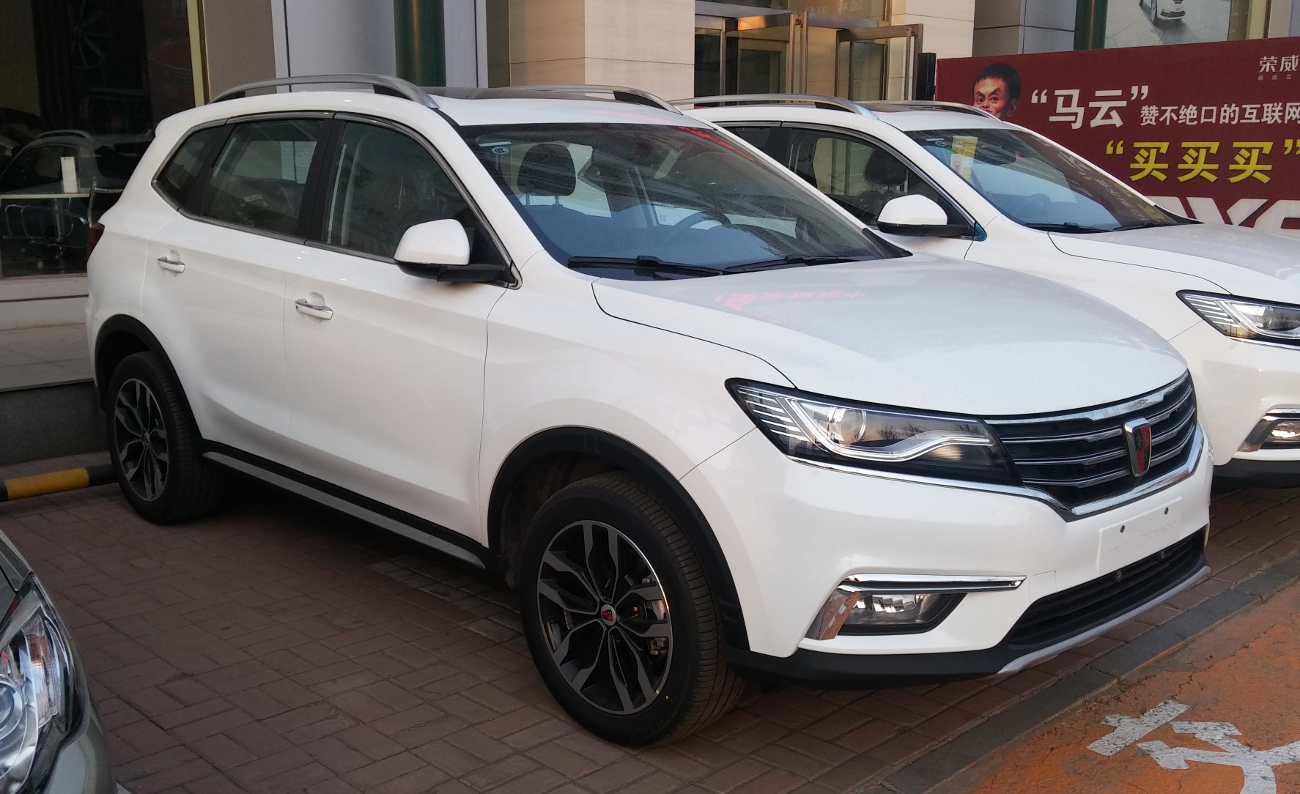
Roewe RX5

### MG RX5
Автомобили MG RX5 продаются только с бензиновыми двигателями объёмом 2,0 литра и полным приводом. С февраля 2018 года автомобиль продаётся на Ближнем Востоке и Филиппинах. Также автомобиль продаётся в Камбодже, Иране и Южной Америке.

### RX5 Plus
В апреле 2020 года автомобиль прошёл рестайлинг и стал называться Roewe RX5 Plus. Изменения коснулись передних фар, формы радиаторной решётки и задней части.

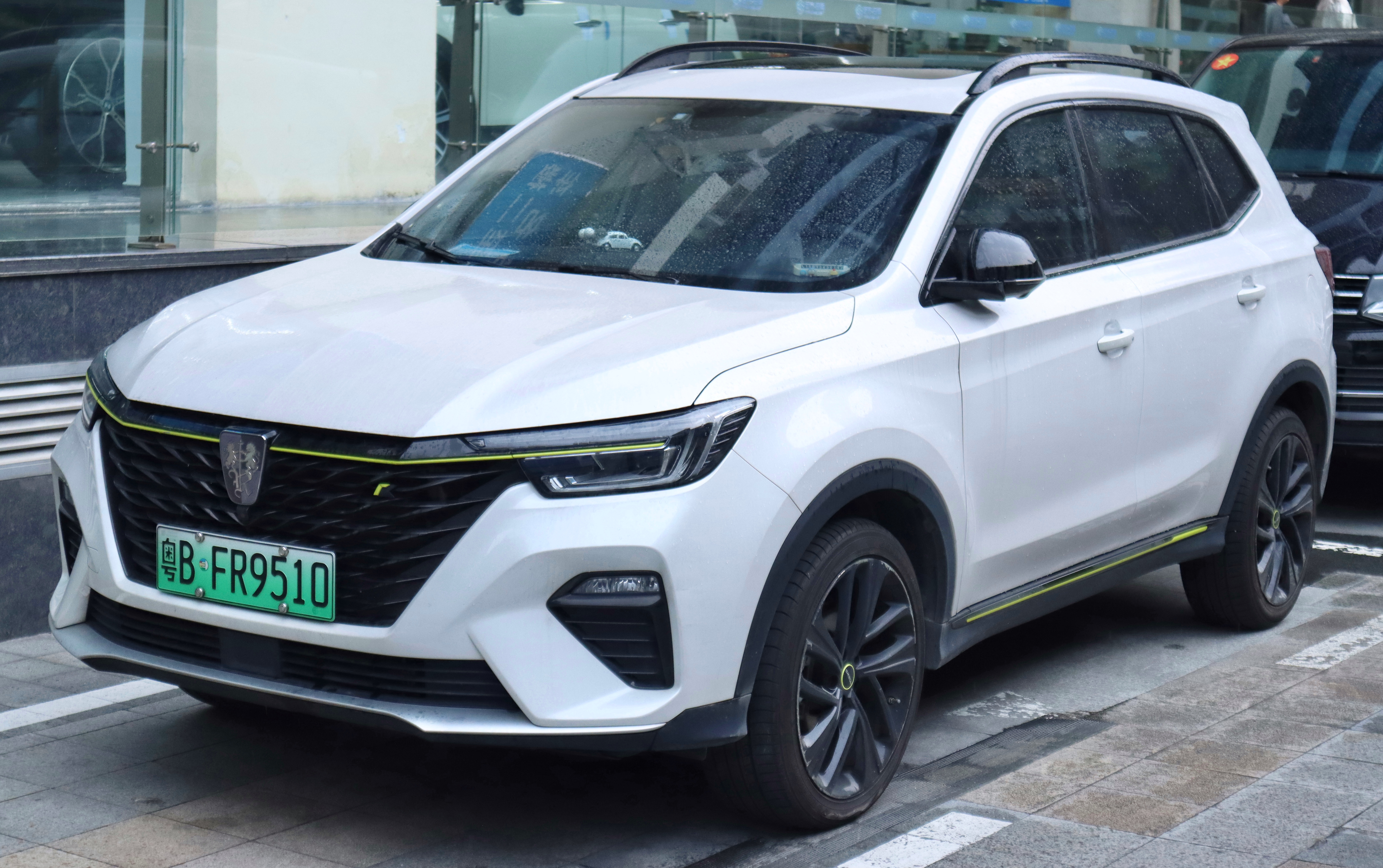
Вид спереди
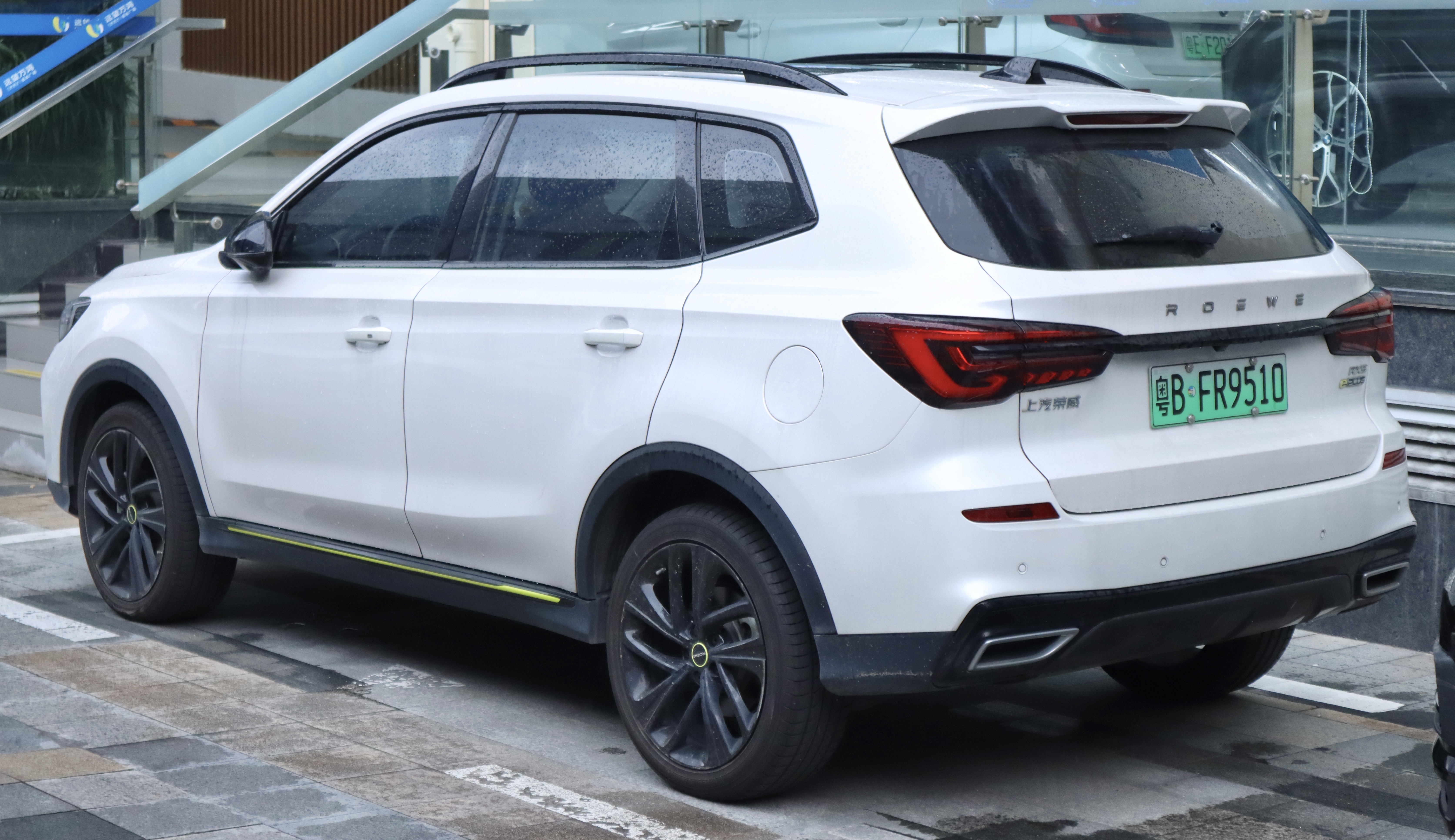
Вид сзади

### Roewe RX5 Plus MY
В 2021 году автомобиль Roewe RX5 вновь прошёл рестайлинг. Изменения коснулись радиаторной решётки.

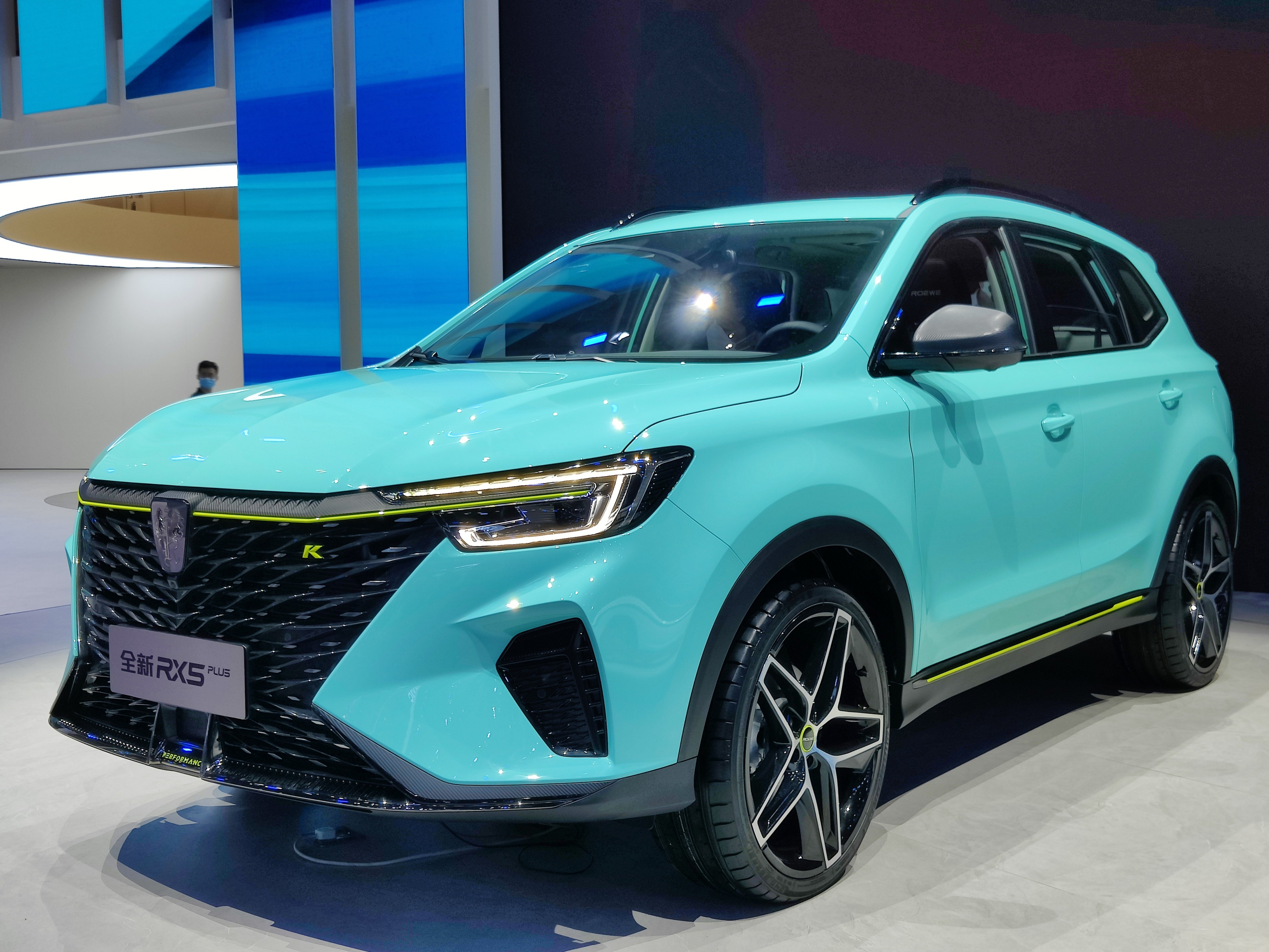
Вид спереди
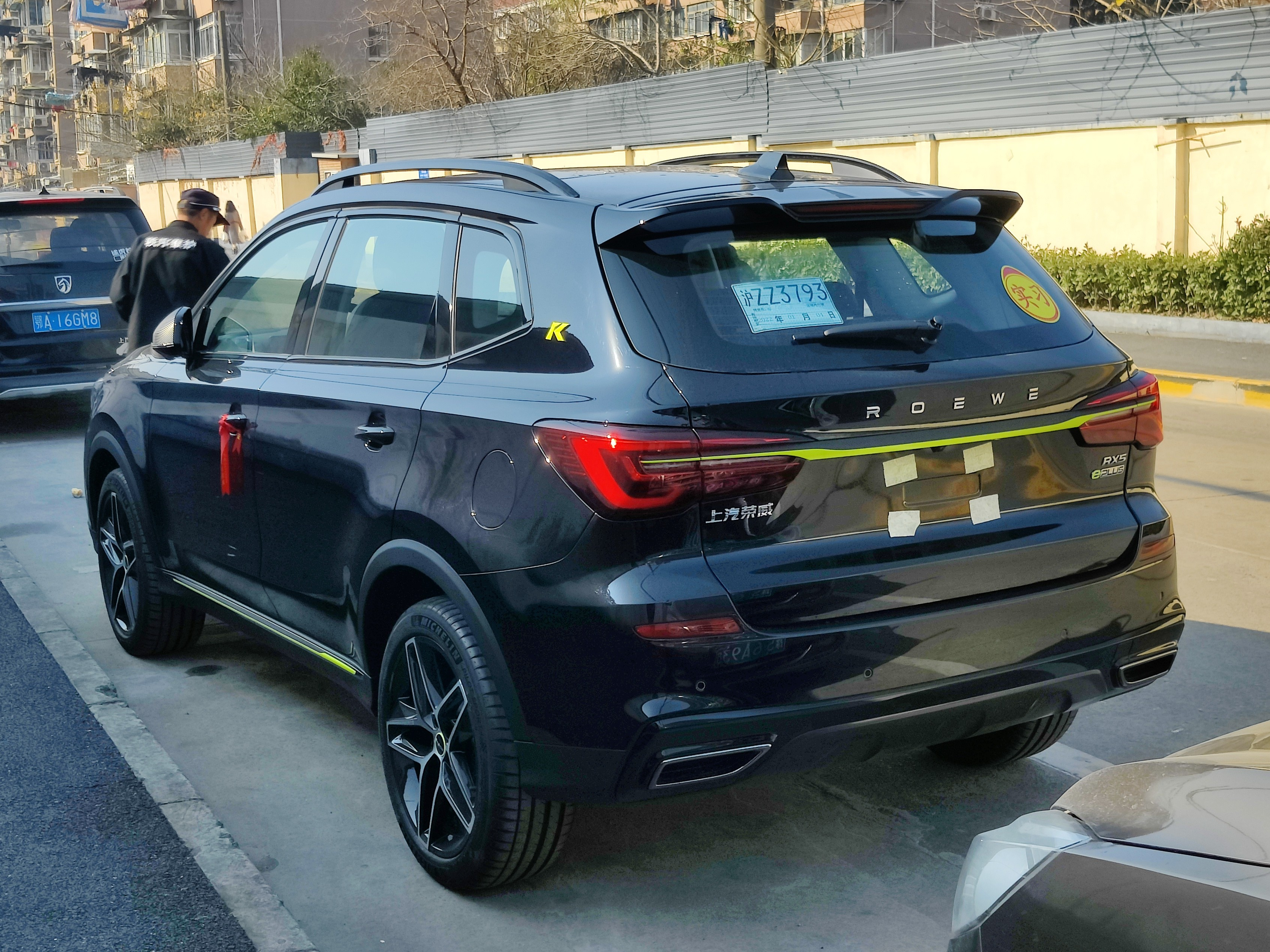
Вид сзади

### Технические характеристики
| Двигатели         | Двигатели    | Двигатели | Двигатели | Двигатели                           | Двигатели                    | Двигатели             | Двигатели   |
| Модель            | Трансмиссия  | Двигатель | Объём     | Мощность                            | Крутящий момент              | Максимальная скорость | 0—60 миль/ч |
| ----------------- | ------------ | --------- | --------- | ----------------------------------- | ---------------------------- | --------------------- | ----------- |
| SGE 1.5TGI        | 6-скор. МКПП | I4        | 1,468 см3 | 124 кВт (169 л. с.)                 | 250 Н⋅м при 1700—4400 об/мин | 190 км/ч (118 миль/ч) | 7.9 сек.    |
| SGE 1.5TGI        | 7-скор. DCT  | I4        | 1,490 см3 | 124 кВт (169 л. с.)                 | 250 Н⋅м при 1700—4400 об/мин | 190 км/ч (118 миль/ч) | 7.9 сек.    |
| MGE 2.0TGI        | 6-скор. DCT  | I4        | 1,995 см3 | 162 кВт (220 л. с.)                 | 350 Н⋅м при 2500—4000 об/мин | 208 км/ч (129 миль/ч) | 7.9 сек.    |
| SGE 1.5TGI PHEV   |              | I4        | 1,468 см3 | 119 кВт (162 л. с.) при 5500 об/мин | 250 Н⋅м при 1700—4300 об/мин | 200 км/ч (124 миль/ч) | 8.2 сек.    |
| Синхронная машина |              | -         | -         | 85 кВт (116 л. с.)                  | 255 Н⋅м при 1700—4400 об/мин | 135 км/ч (84 миль/ч)  | 4.2 сек.    |

## Второе поколение

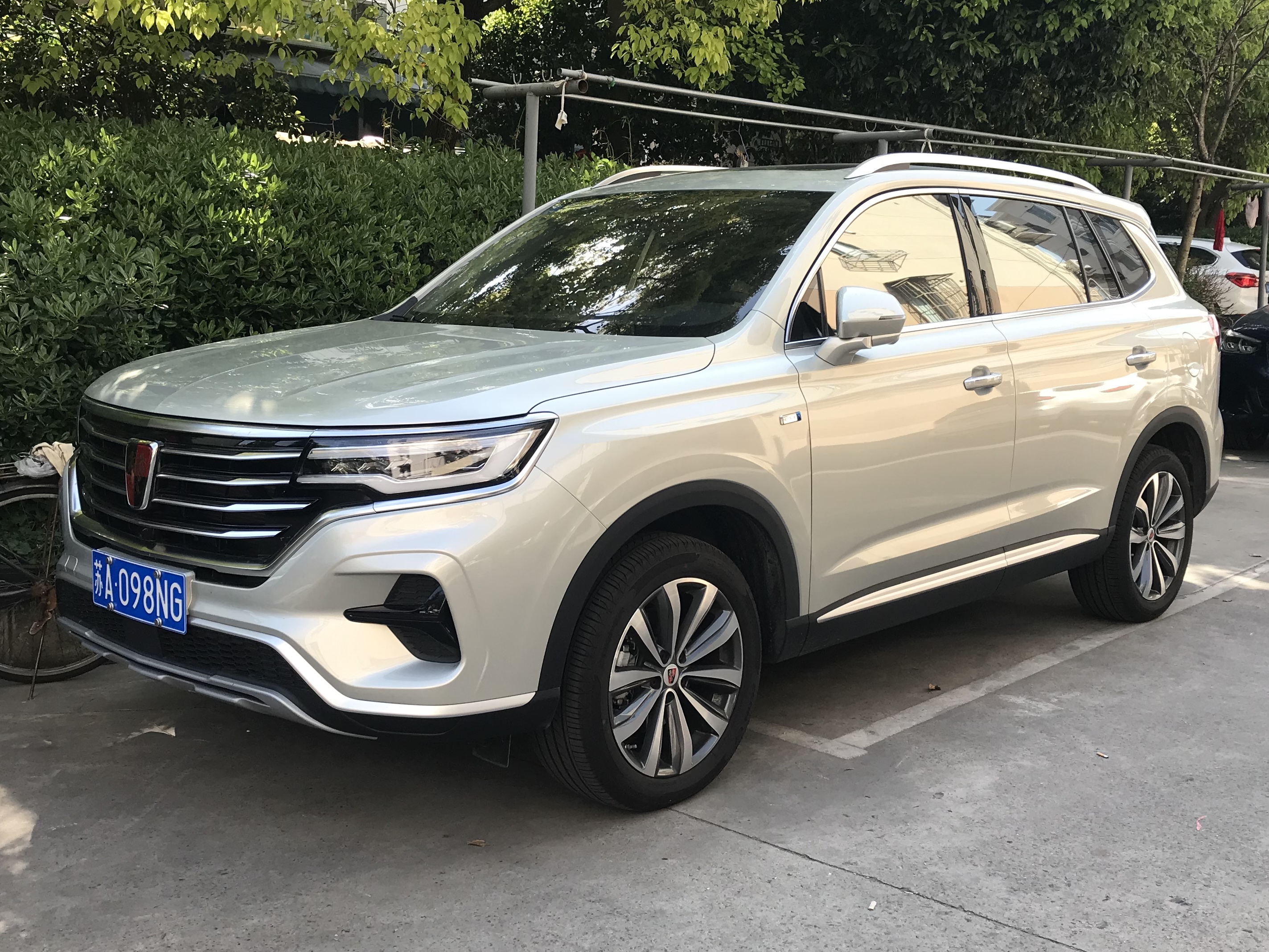
RX5 Max

Roewe RX5 MAX был представлен в 2019 году на автосалоне в Шанхае. Первоначально автомобиль назывался Roewe Max.
Автомобиль оснащается 1,5- и 2,0-литровыми четырёхцилиндровыми двигателями, сочетающимися в паре с шестиступенчатой механической, автоматической или же трансмиссией с двумя сцеплениями.

В 2021 и 2022 годах автомобиль прошёл рестайлинг.

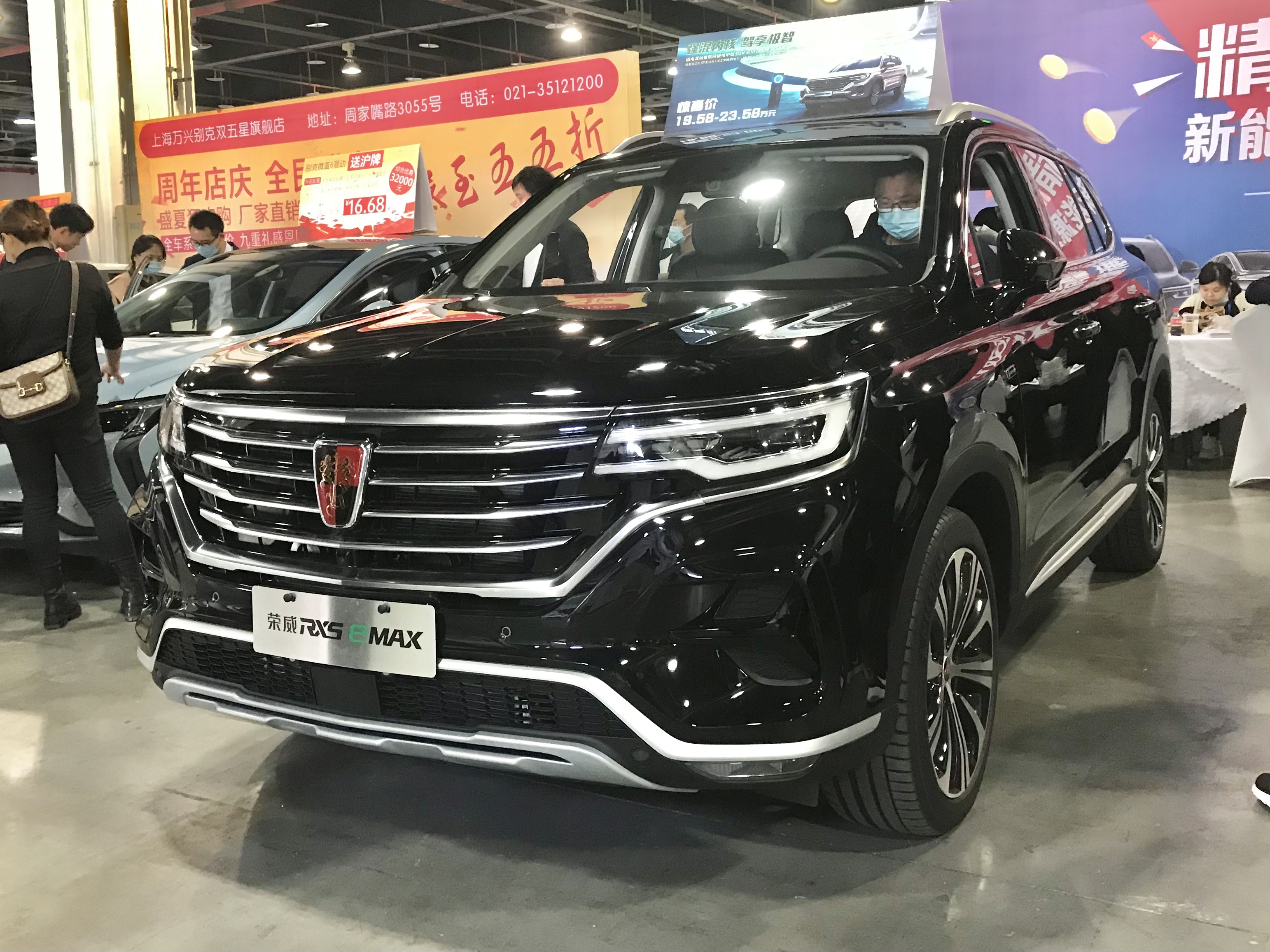
Roewe RX5 eMax
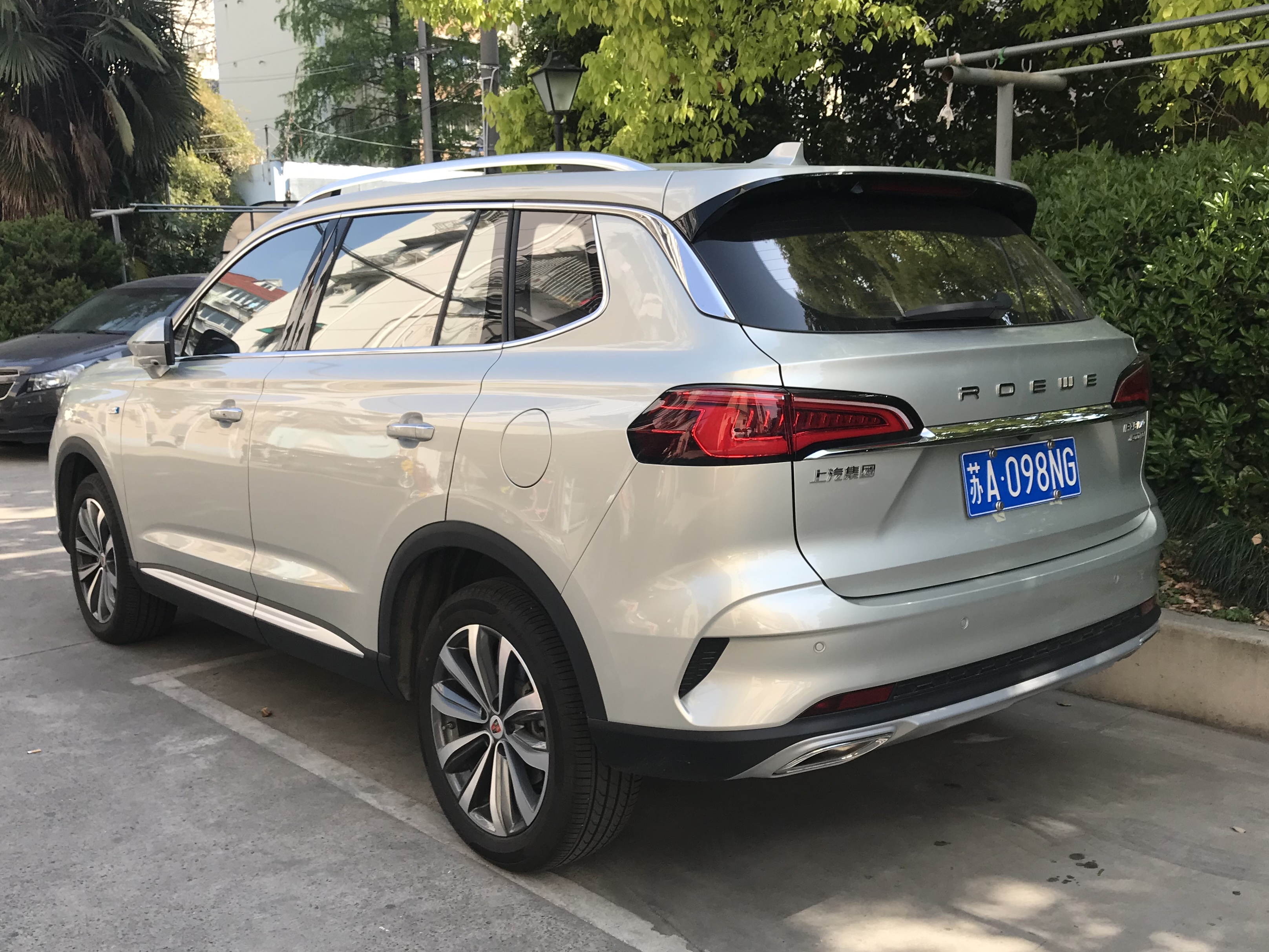
Вид сзади

### RX5 eMAX
RX5 eMAX является гибридным автомобилем, оснащающимся 1,5-литровым двигателем и электродвигателем, сочетающимся в паре с 10-ступенчатой автоматической трансмиссией. Расход топлива 1,4 л на 100 км.

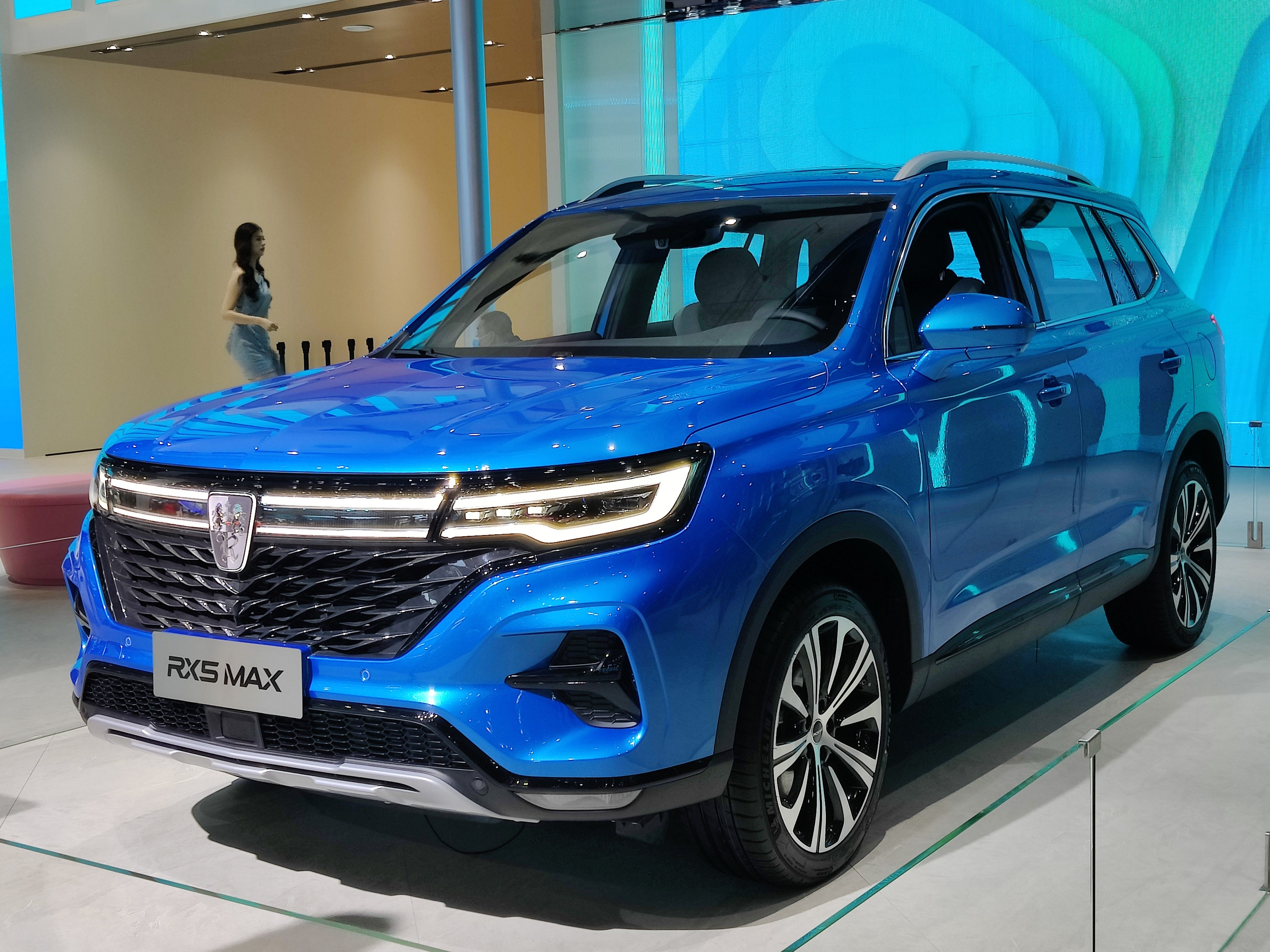
2021 Roewe RX5 Max
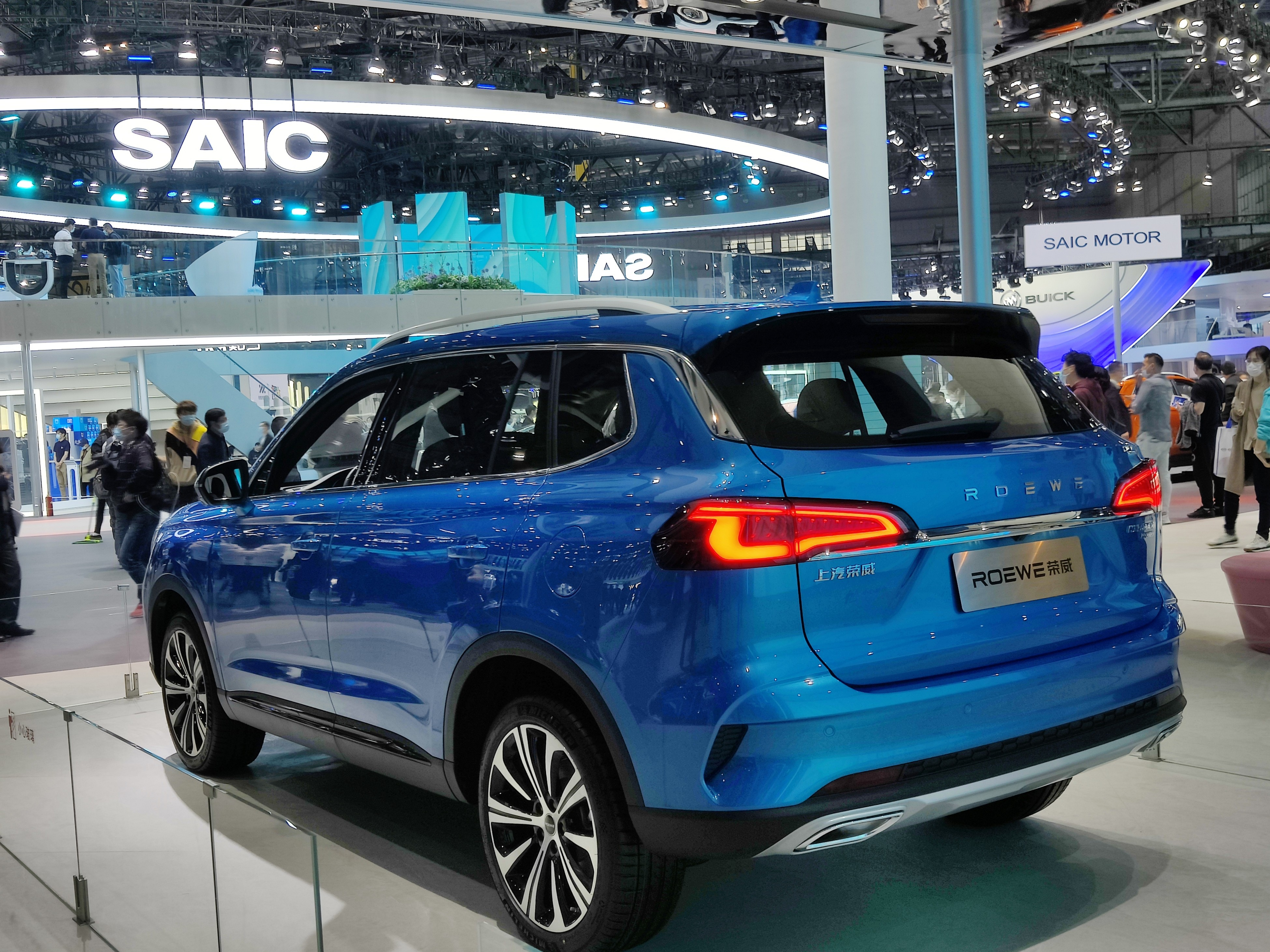
2021 Roewe RX5 Max
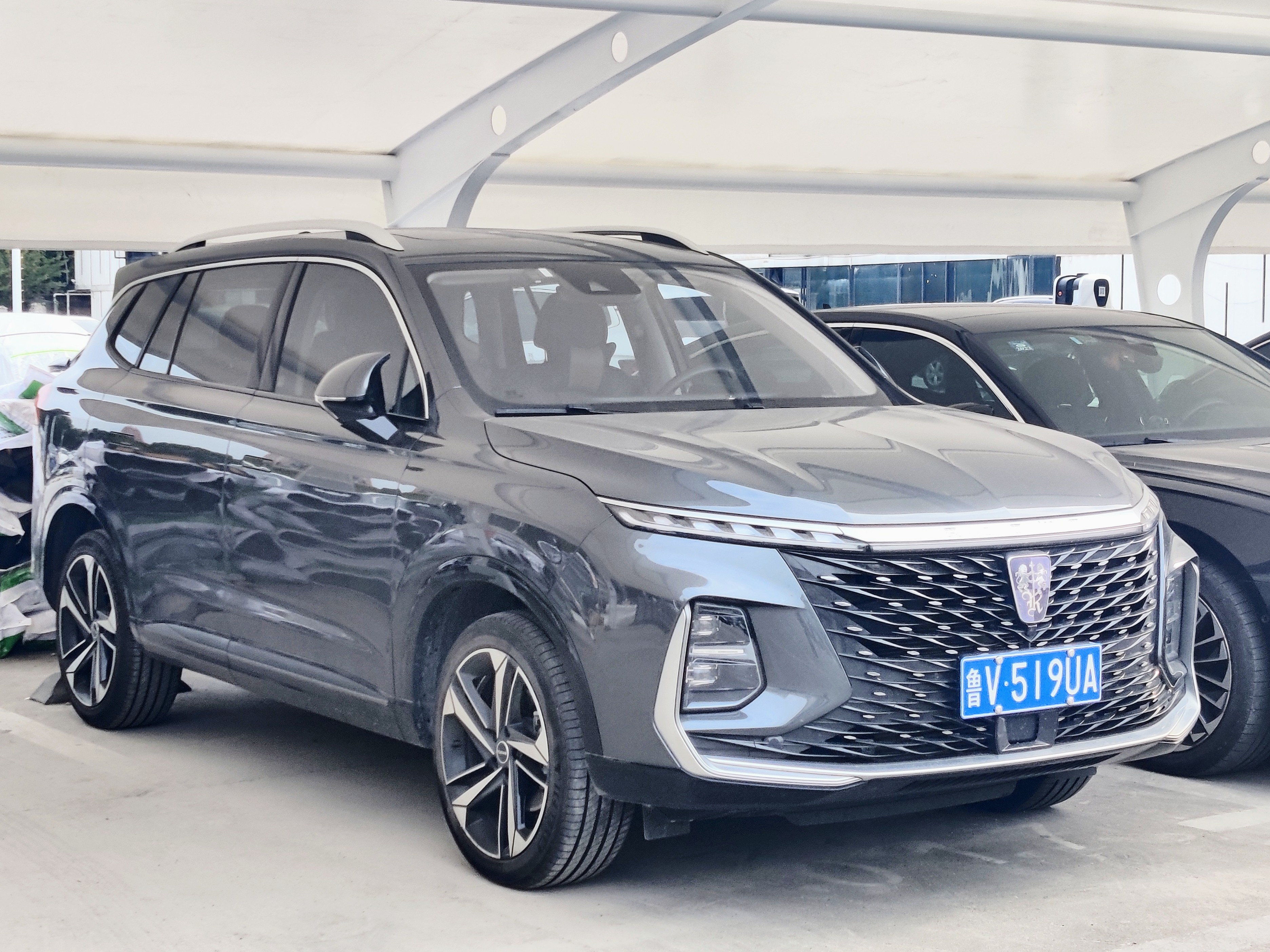
2022 Roewe RX5 Max
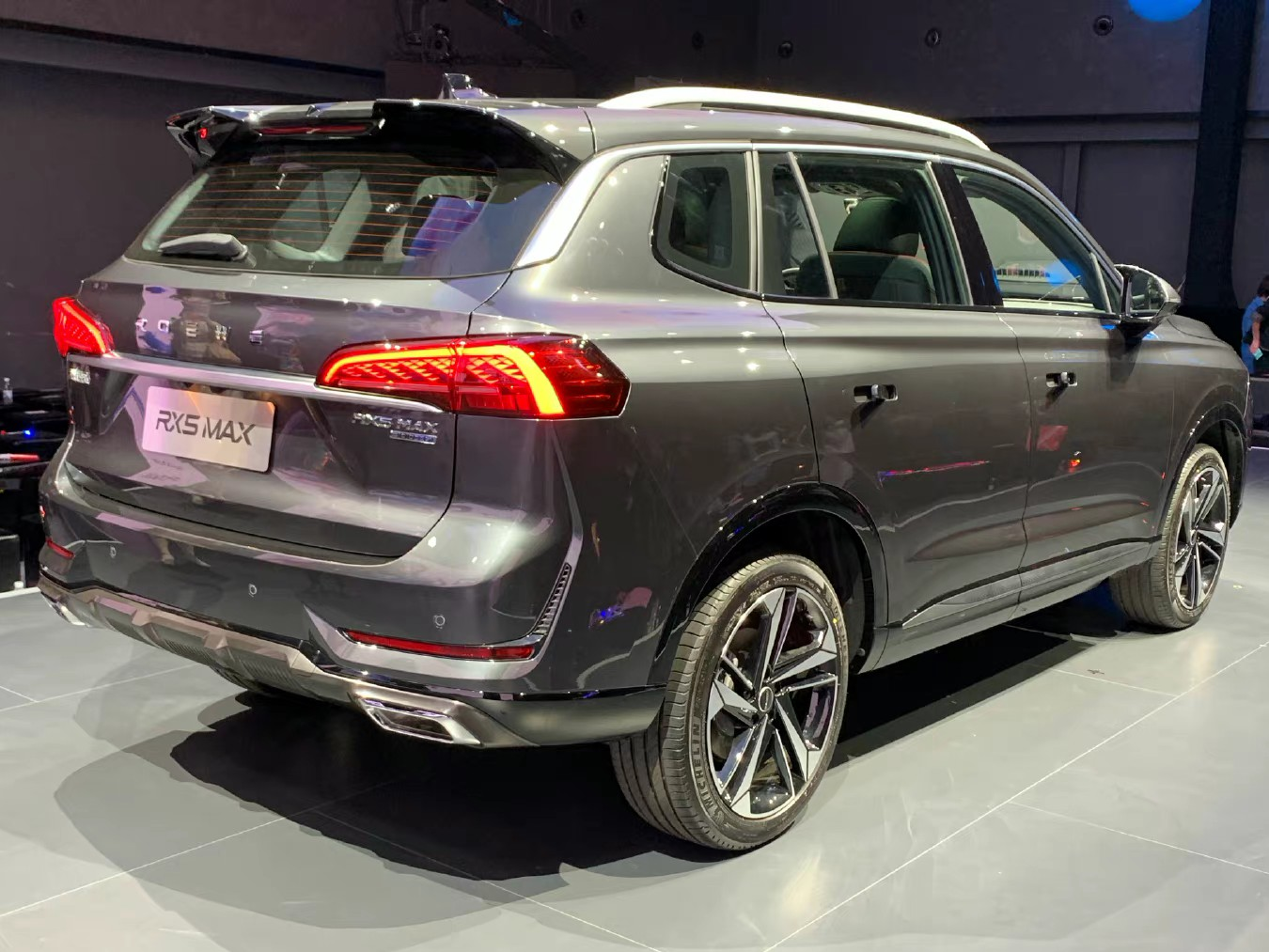
2022 Roewe RX5 Max
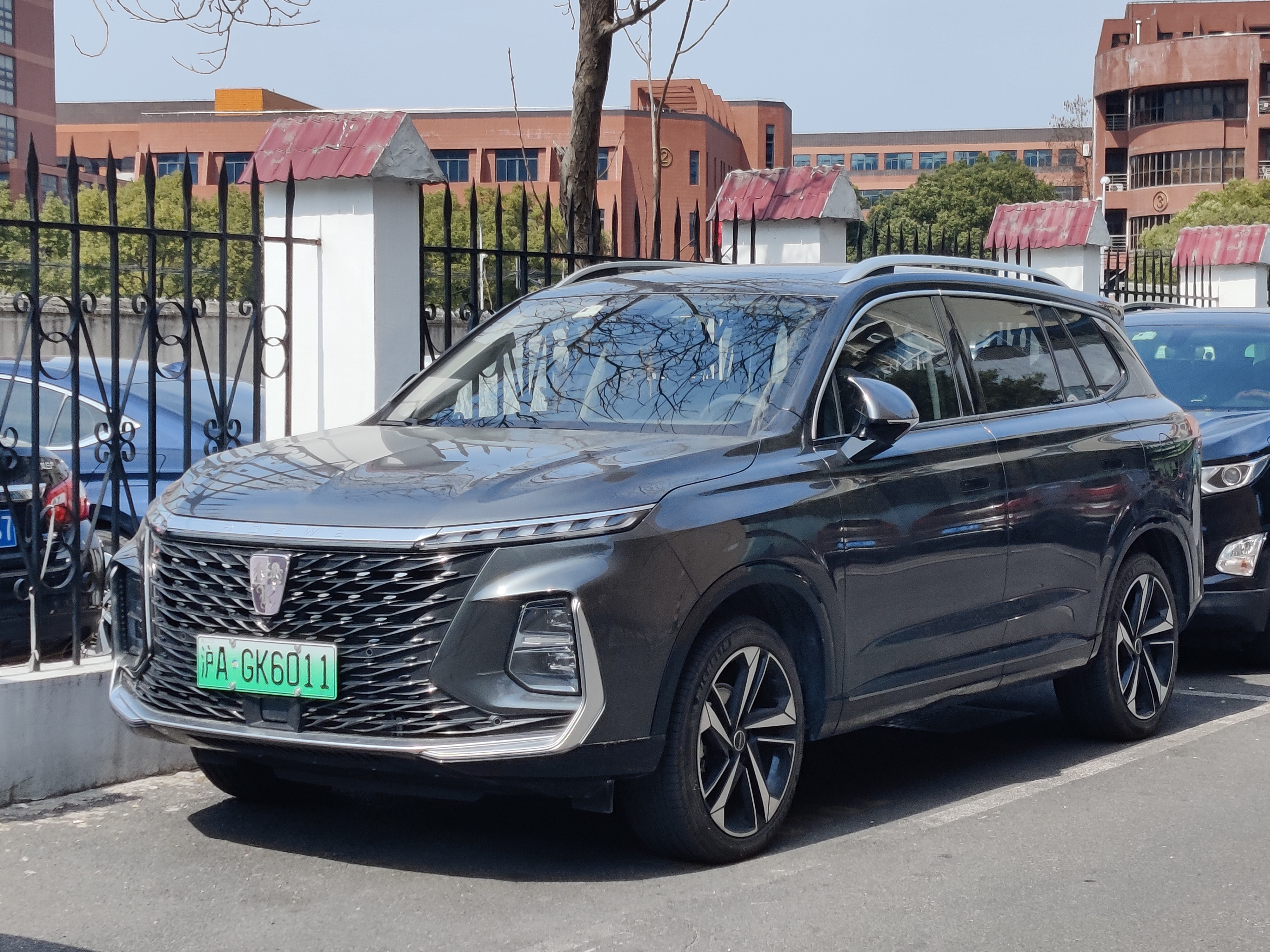
Roewe RX5 eMax
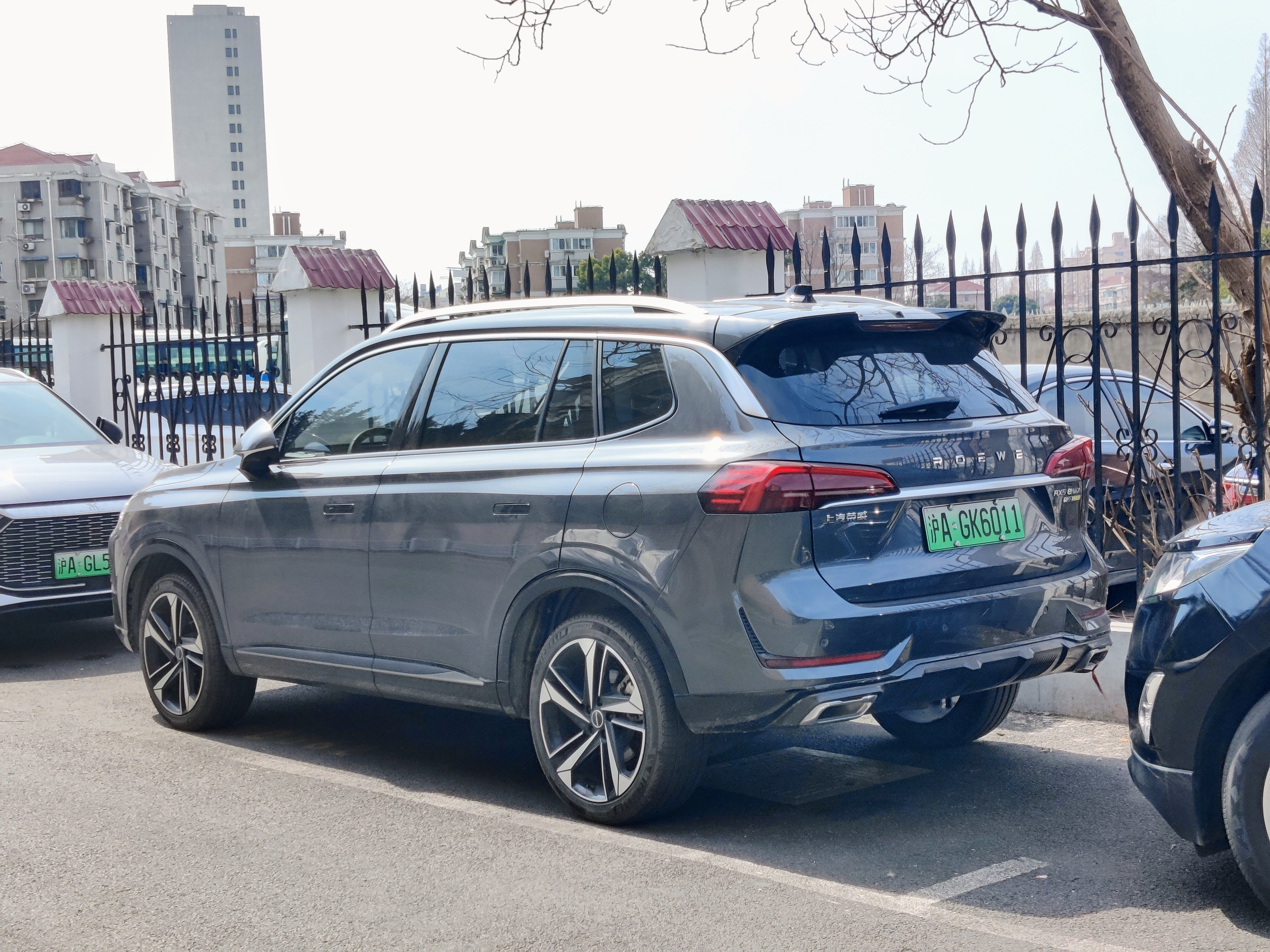
Вид сзади

## Третье поколение
Третье поколение Roewe RX5 было представлено в марте 2022 года. Автомобиль оснащён 1,5-литровым двигателем 15FDE максимальной мощностью 188 л. с., сочетающимся в паре с семиступенчатой трансмиссией с двойным сцеплением.

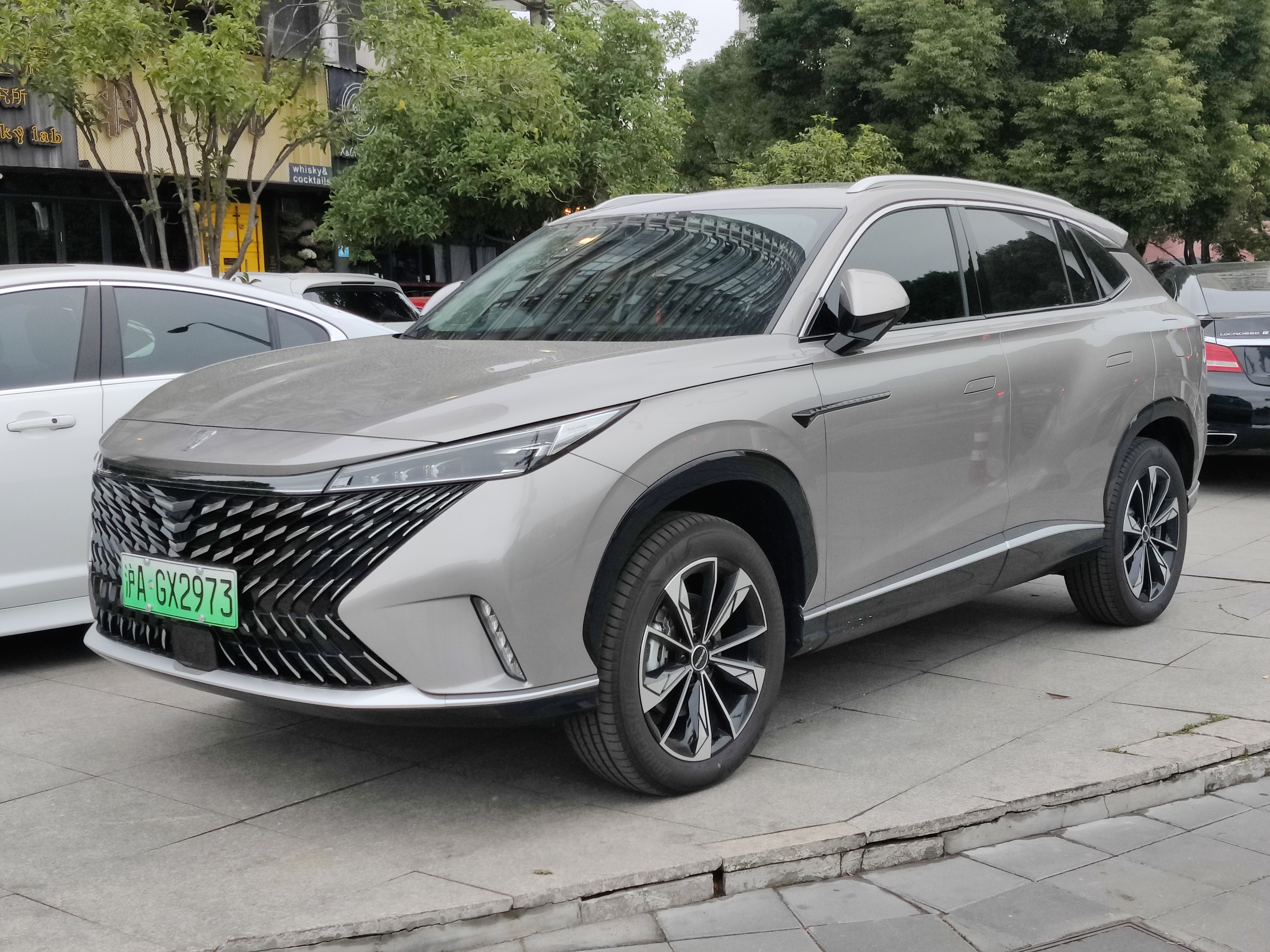
Roewe eRX5
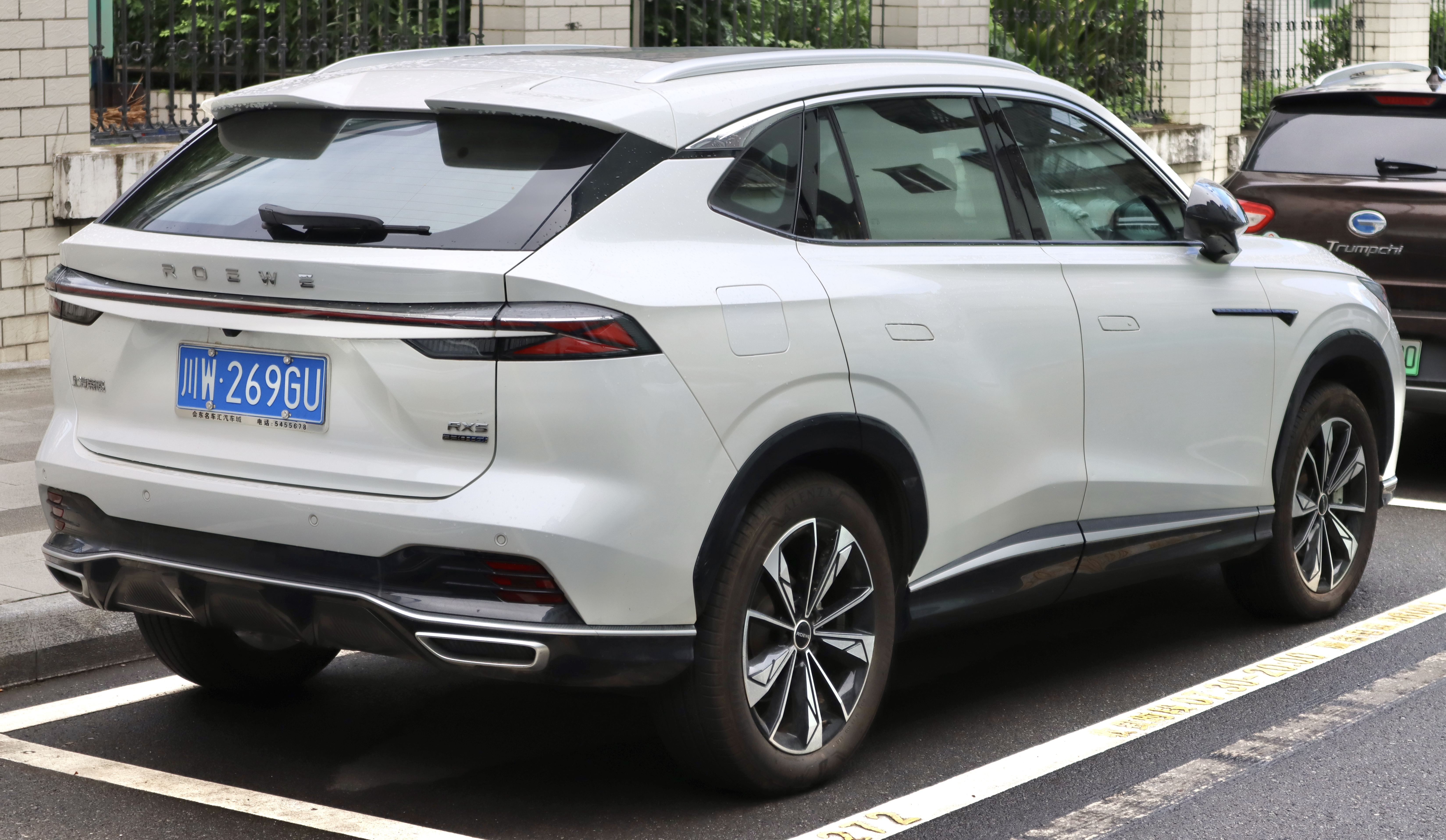
Вид сзади

### Модификации
- eRX5[12]
- D5X[13]